# Mycetophila gratiosa
Mycetophila gratiosa är en tvåvingeart som beskrevs av Johannes Winnertz 1863. Mycetophila gratiosa ingår i släktet Mycetophila och familjen svampmyggor. Det är osäkert om arten förekommer i Sverige. Inga underarter finns listade i Catalogue of Life.